# 吳小彥
吴小彦（1954年—1976年9月23日），著名历史学家吴晗养女，1966年吴晗被打成黑帮，母亲袁震被送入劳改队，双腿瘫痪，吴小彦年仅12岁，独自承担照顾患病母亲和弟弟的责任。因为是“黑帮的子女”，饱受生活上的煎熬和精神上的摧残，于1973年罹患精神分裂症。
1975年秋被北京公安局拘留，在看守所遭受非人折磨，精神病加重。终因身心俱残，走投无路，文革结束前夕在精神病院自杀。